# Stilb
Pour les articles homonymes, voir sb.
Le stilb (symbole sb) est l'unité CGS de luminance. L'unité SI est la candela par mètre carré (cd m−2).
1 sb = 1 cd/cm2 = 104 cd/m2. 